# Loài nguy cấp

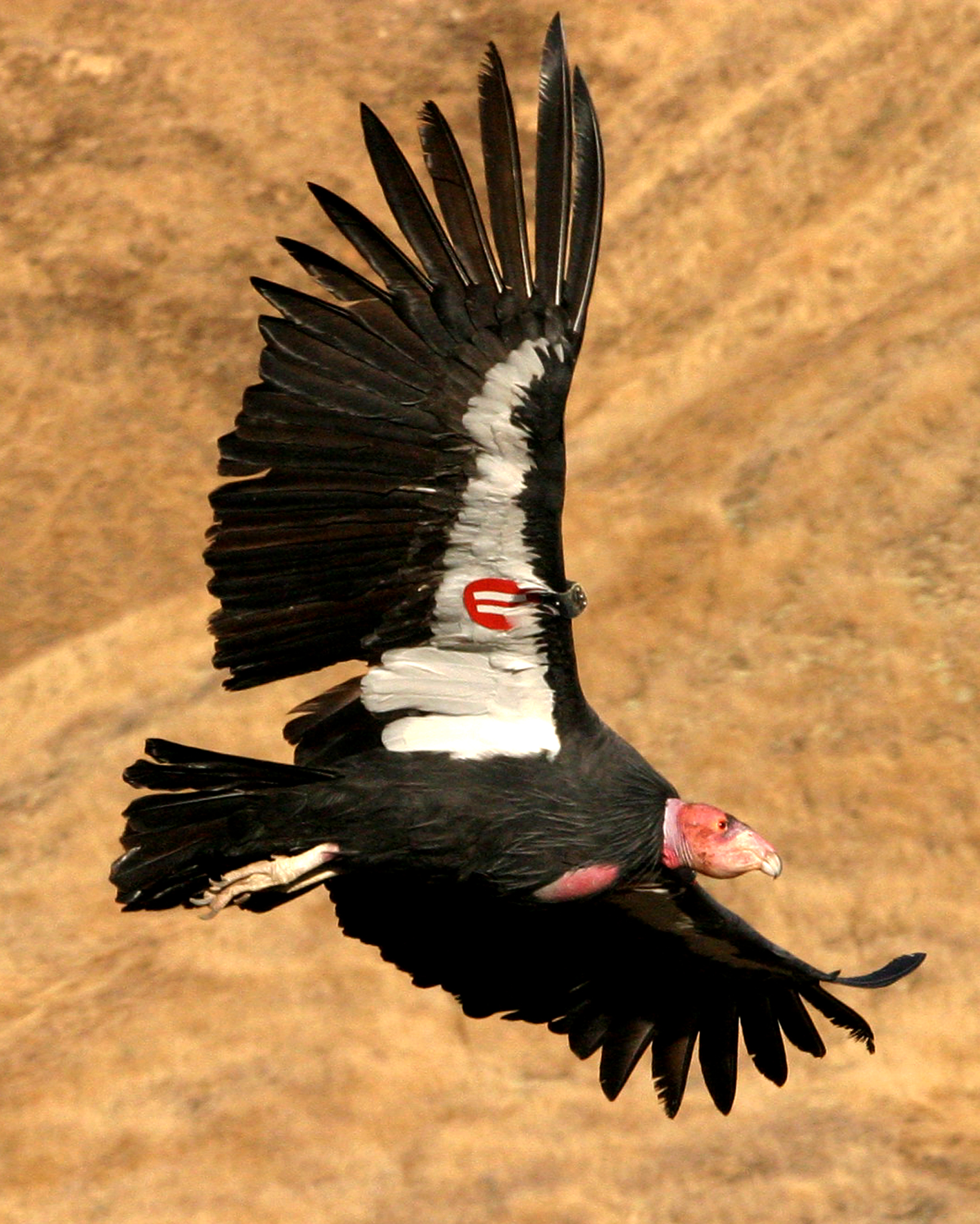
Thần ưng California là một loài nguy cấp. Thẻ đeo trên cánh được sử dụng để theo dõi số lượng cá thể.

Loài nguy cấp hoặc loài có nguy cơ tuyệt chủng là một loài rất có khả năng bị tuyệt chủng trong tương lai gần, trên toàn thế giới hoặc trong một khu vực tài phán chính trị cụ thể. Các loài có nguy cơ tuyệt chủng có thể gặp rủi ro do các yếu tố như mất môi trường sống, các loài săn trộm và xâm lấn. Danh sách đỏ của Liên minh Bảo tồn Thiên nhiên Quốc tế (IUCN) liệt kê tình trạng bảo tồn toàn cầu của nhiều loài và nhiều cơ quan khác đánh giá tình trạng của các loài trong các khu vực cụ thể. Nhiều quốc gia có luật bảo vệ các loài sống dựa vào bảo tồn, ví dụ, cấm săn bắn, hạn chế phát triển đất đai hoặc tạo ra các khu vực được bảo vệ. Một số loài có nguy cơ tuyệt chủng là mục tiêu của các nỗ lực bảo tồn rộng rãi như nuôi nhốt và phục hồi môi trường sống.
Đến năm 2012, có 3079 loài thú và 2655 loài thực vật được xếp vào loài nguy cấp, so với năm 1998 là 1102 loài thú và 1197 loài thực vật.

## Tình trạng bảo tồn
Tình trạng bảo tồn của một loài ám chỉ khả năng loài đó sẽ tuyệt chủng. Nhiều yếu tố được xem xét khi đánh giá tình trạng bảo tồn của một loài như thống kê về số cá thể còn lại, số lượng tăng hay giảm trong quần thể theo thời gian, tỷ lệ sinh thành công, hoặc những yếu tố đe dọa biết được. Loài nguy cấp theo Sách Đỏ IUCN là tình trạng bảo tồn nổi tiếng trên toàn cầu.
Hơn 50% các loài trên thế giới được ước tính có nguy cơ tuyệt chủng. Trên bình diện quốc tế, 195 quốc gia đã ký một thỏa thuận để tạo ra các Kế hoạch hành động đa dạng sinh học nhằm bảo vệ các loài bị đe dọa và bị đe dọa khác. Ở Hoa Kỳ, các kế hoạch như vậy thường được gọi là Kế hoạch khôi phục loài.

## Danh sách đỏ của IUCN
Mặc dù được dán nhãn là một danh sách, Danh sách đỏ của IUCN là một hệ thống đánh giá tình trạng bảo tồn toàn cầu của các loài bao gồm "Thiếu dữ liệu"   (DD) loài   - loài cần thêm dữ liệu và đánh giá trước khi xác định được tình hình của chúng   - cũng như các loài được đánh giá toàn diện theo quy trình đánh giá loài của IUCN. Những loài " Gần bị đe dọa "   (NT) và " Ít quan tâm nhất "   (LC) tình trạng đã được đánh giá và phát hiện có dân số tương đối mạnh mẽ và khỏe mạnh, mặc dù những điều này có thể đang suy giảm. Không giống như sử dụng chung hơn ở nơi khác, Danh sách sử dụng thuật ngữ "các loài có nguy cơ tuyệt chủng" và "các loài bị đe dọa" với ý nghĩa cụ thể: "Nguy cơ tuyệt chủng" (EN) nằm giữa "dễ bị tổn thương" (VU) và "Cực kỳ nguy cấp" (CR). Năm 2012, Danh sách đỏ của IUCN đã liệt kê 3.079 loài động vật và 2.655 loài thực vật có nguy cơ tuyệt chủng (EN) trên toàn thế giới.

## Biến đổi khí hậu
Trước khi sự ấm lên toàn cầu do con người, các loài chủ yếu chịu áp lực ở mức khu vực như săn bắn quá mức và phá hủy sinh cảnh. Cùng với tác động của ấm lên toàn cầu kể từ cuộc cách mạng công nghiệp, biến đổi khí hậu bắt đầu ảnh hưởng đến sự an toàn của các loài. Nigel Stork, itorng bài viết "Re-assessing Extinction Rate" giải thích, "nguyên nhân chính gây tuyệt chủng là biến đổi khí hậu, và đặc biệt là sự gia tăng nhiệt độ hơn là chỉ có tác nhân phá rừng." Stork tin rằng biến đổi khí hậu là vấn để chính làm cho các loài trở nên nguyên cơ tuyệt chủng. Stork cho rằng sự gia tăng nhiệt độ quy mô khu vực và toàn cầu đang làm cho các khói khó sinh sản hơn. Khi sự ấm lên toàn cầu tiếp diễn, các loài không còn khả năng sống sót.